# Puerto Casado
Puerto Casado este un oraș din departamentul Alto Paraguai, Paraguay.

## Climă
| Date climatice pentru Puerto Casado    | Date climatice pentru Puerto Casado | Date climatice pentru Puerto Casado | Date climatice pentru Puerto Casado | Date climatice pentru Puerto Casado | Date climatice pentru Puerto Casado | Date climatice pentru Puerto Casado | Date climatice pentru Puerto Casado | Date climatice pentru Puerto Casado | Date climatice pentru Puerto Casado | Date climatice pentru Puerto Casado | Date climatice pentru Puerto Casado | Date climatice pentru Puerto Casado | Date climatice pentru Puerto Casado |
| Luna                                   | Ian                                 | Feb                                 | Mar                                 | Apr                                 | Mai                                 | Iun                                 | Iul                                 | Aug                                 | Sep                                 | Oct                                 | Nov                                 | Dec                                 | Anual                               |
| -------------------------------------- | ----------------------------------- | ----------------------------------- | ----------------------------------- | ----------------------------------- | ----------------------------------- | ----------------------------------- | ----------------------------------- | ----------------------------------- | ----------------------------------- | ----------------------------------- | ----------------------------------- | ----------------------------------- | ----------------------------------- |
| Maxima medie °C (°F)                   | 33.8 (92,8)                         | 33.7 (92,7)                         | 32.8 (91)                           | 30.6 (87,1)                         | 27.5 (81,5)                         | 25.4 (77,7)                         | 26.3 (79,3)                         | 27.9 (82,2)                         | 29.7 (85,5)                         | 31.7 (89,1)                         | 32.9 (91,2)                         | 33.6 (92,5)                         | 30,5 (86,9)                         |
| Media zilnică °C (°F)                  | 28.2 (82,8)                         | 27.9 (82,2)                         | 26.9 (80,4)                         | 24.6 (76,3)                         | 21.8 (71,2)                         | 19.9 (67,8)                         | 19.9 (67,8)                         | 21.4 (70,5)                         | 23.3 (73,9)                         | 25.6 (78,1)                         | 27.0 (80,6)                         | 27.9 (82,2)                         | 24,5 (76,1)                         |
| Minima medie °C (°F)                   | 23.4 (74,1)                         | 23.1 (73,6)                         | 22.1 (71,8)                         | 19.5 (67,1)                         | 17.1 (62,8)                         | 15.2 (59,4)                         | 14.9 (58,8)                         | 15.7 (60,3)                         | 17.6 (63,7)                         | 19.9 (67,8)                         | 21.3 (70,3)                         | 22.6 (72,7)                         | 19,4 (66,9)                         |
| Minima istorică °C (°F)                | 13.0 (55,4)                         | 12.8 (55)                           | 9.5 (49,1)                          | 5.6 (42,1)                          | 3.0 (37,4)                          | 1.2 (34,2)                          | −0.4 (31,3)                         | −0.1 (31,8)                         | 3.0 (37,4)                          | 7.8 (46)                            | 11.0 (51,8)                         | 7.4 (45,3)                          | −0,4 (31,3)                         |
| Precipitații mm (inches)               | 140.0 (5.512)                       | 118.6 (4.669)                       | 123.0 (4.843)                       | 107.0 (4.213)                       | 76.1 (2.996)                        | 56.6 (2.228)                        | 27.9 (1.098)                        | 44.8 (1.764)                        | 51.9 (2.043)                        | 111.9 (4.406)                       | 150.0 (5.906)                       | 181.8 (7.157)                       | 1.189,6 (46,835)                    |
| Umiditate [%]                          | 72                                  | 73                                  | 74                                  | 75                                  | 77                                  | 76                                  | 69                                  | 66                                  | 64                                  | 66                                  | 67                                  | 69                                  | 71                                  |
| Nr. de zile cu precipitații (≥ 0.1 mm) | 10                                  | 8                                   | 8                                   | 7                                   | 6                                   | 6                                   | 4                                   | 5                                   | 6                                   | 8                                   | 8                                   | 9                                   | 85                                  |
| Sursă: NOAA                            |                                     |                                     |                                     |                                     |                                     |                                     |                                     |                                     |                                     |                                     |                                     |                                     |                                     |